# Glåmos (przystanek kolejowy)
Glåmos – kolejowy przystanek osobowy w Glåmos, w regionie Trøndelag w Norwegii, jest oddalona od Oslo Sentralstasjon o 412,54 km. Znajduje się na wysokości 638,4 m n.p.m.

## Ruch pasażerski
Należy do linii Rørosbanen, Jest elementem kolei aglomeracyjnej w Trondheim i obsługuje lokalny ruch do Røros, Trondheim S i Steinkjer. W ciągu dnia odchodzi z niej ok. 6 pociągów.

## Obsługa pasażerów
Poczekalnia, parking. Odprawa podróżnych odbywa się w pociągu.